# IA-32
Az IA-32 (Intel Architecture, 32-bit), azaz 32 bites Intel architektúra, más néven x86-32, i386, vagy x86, az Intel egy CISC típusú utasításkészlet-architektúrája, melyet az üzletileg legsikeresebb mikroprocesszorai is 
használnak. Először az x86 architektúra 32 bites kiterjesztéseként implementáltak a Intel 80386-ban. Ez az architektúra definiálta a mikroprocesszor-családok számára azt az utasításkészletet, amely jelenleg a világon a legtöbb PC-be be van építve, habár mostanában elkezdte felváltani az x86-64, az architektúra 64 bites bővítése.

## Története
Az IA-32 utasításkészletet 1986-ban vezették be az Intel 80386 mikroprocesszoroknál és továbbra is a legtöbb PC mikroprocesszor alapjául szolgált több mint húsz éven keresztül. Habár az utasításkészlet érintetlenül maradt, az azt futtató egymást követő mikroprocesszor generációk egyre gyorsabbá váltak. Számos programozási nyelv ajánlásaiban az IA-32-t még gyakran „i386” architektúraként említik.
Az IA-32 processzorok kifejlesztője és legnagyobb szállítója is egyben Intel Corporation. A második legnagyobb szállítója az AMD. 2011-ben mind az Intel, mind az AMD már elmozdult az x86-64 irányába, de továbbra is gyártanak IA-32 processzorokat, mint pl. az Intel Atom (N2xx és Z5xx sorozat) és a Geode processzorsorozat. A VIA Technologies folytatja az VIA C3/VIA C7 „tiszta” IA-32 eszközcsaládok előállítását. A 2009-ben megszűnt Transmeta cég is állított elő IA-32-kompatibilis processzorokat, azonban ezek belső felépítésük szerint 128- és 256 bites VLIW kialakítású processzorok és a 32 bites x86 utasításokat saját technológiával (Code Morphing Software, CMS) emulálják.

## Fordítás
Ez a szócikk részben vagy egészben  az   IA-32 című angol Wikipédia-szócikk ezen változatának fordításán alapul.  Az eredeti cikk szerkesztőit annak laptörténete sorolja fel. Ez a jelzés csupán a megfogalmazás eredetét és a szerzői jogokat jelzi, nem szolgál a cikkben szereplő információk forrásmegjelöléseként.